# Štadión FK Senica
Štadión FK Senica je fotbalový stadion, na němž hraje své domácí zápasy slovenský klub FK Senica. Má kapacitu 5 070 míst. Osvětlení stadionu je 1 400 luxů. V letech 2009 a 2010 došlo k rekonstrukci stadionu.

## Rekonstrukce
V zimní přestávce sezóny 2012/13 Corgoň ligy klub zahájil velkou rekonstrukci stadionu, která probíhala po etapách vždy v sezónních zimních přestávkách. Rekonstrukce měla být původně dokončena v roce 2015 a renovovaný stadion měl mít kapacitu až 8 000 míst a splňovat kapacitní normu pro evropské pohárové soutěže. V zimním přestupovém období ročníku 2014/15 vedení klubu rozhodlo, že se odloží rekonstrukce poslední chybějící hlavní tribuny a společně s vyhřívaním trávníkem vzniknou na jaře 2015 při vstupech turnikety. Pro senický stadion byla vyčleněna státní dotace 1 milion eur z celkové výše 45 milionů v rámci projektu modernizace slovenských stadionů.

## Jednotlivé fáze
- I. fáze - 2012-13: nové kryté tribuny za oběma brankami (B a D), nová světelná tabule, kapacita stadionu nezměněná (4500)
- II. fáze - 2013-14: nová krytá tribuna C (naproti hlavní), tribuny ve všech 4 obloucích, kapacita stadionu (5070)
- III. fáze - 2014-15: turnikety, vyhřívání trávníku